# Jimera de Líbar
Jimera de Líbar és un poble de la província de Màlaga (Andalusia), que pertany a la comarca de la Serranía de Ronda. Està situat en la vall del riu Guadiaro, als voltants de la Sierra de Grazalema i el parc natural de Los Alcornocales. Per carretera està situat a 137 km de Màlaga i a 672 km de Madrid.

## Història
Té el seu origen en un emplaçament àrab anomenat "Inz Almaraz", que significa fortalesa o castell de dona. Sobre aquest castell es va construir, després de la reconquesta, l'església del poble, en la recent reconstrucció del qual es van trobar restes d'un cementiri àrab. Anteriorment denominat Ximena o Ximera, va arribar, ja amb la seva nova denominació, el seu màxim apogeu demogràfic, a la fi del segle xix, sobrepassant el miler i mig d'habitants.